# Dirección General de Catastro y Geografía (Honduras)
La Dirección General de Catastro y Geografía (también conocida como DGCG es la agencia cartográfica nacional de Honduras. Tiene a su cargo el manejo de la información geográfica y catastral de Honduras. Su sede está en la ciudad de Tegucigalpa.
El organismo fue fundado en 2004, fusionando al Instituto Geográfico Nacional (fundado en 1946, adscrito a la Secretaria de Obras Públicas, Transporte y Vivienda (SOPTRAVI)) y la Dirección Ejecutiva del Catastro (fundada en 1972, adscrita a la Secretaria de Gobernación y Justicia). Desde su fundación ha estado adscrito al Instituto de la Propiedad.